# Salvatore Orlando
Salvatore Orlando (Genova, 25 maggio 1856 – Livorno, 24 maggio 1926) è stato un ingegnere e politico italiano.
Fu figlio terzogenito di Luigi Orlando (1814 – 1896) e Maria Parodi, insieme con i fratelli Giuseppe Orlando (1855 - 1926), Paolo Orlando (1858 - 1943), Rosolino Orlando (1860 - 1924) e Luigi Orlando (1862 - 1933).
Progettò i famosi MAS (Motoscafo Armato Silurante) costruiti nei cantieri e impiegati con successo da Gabriele D'Annunzio, contro la Marina Austro-Ungarica.

## Biografia
Nel 1877, dopo la laurea alla Regia Scuola Superiore Navale di Genova, entra nel reparto delle officine meccaniche dei Cantieri Navali di Livorno, dimostrando un'ottima propensione alla meccanica dei motori.
Date le sue doti la carriera è veloce, dimostrata dal fatto che nel 1883 è direttore delle operazioni del varo della corazzata Lepanto (circa 16.000 tonnellate), varo non facile all'epoca per la ristrettezza dello specchio d'acqua antistante la darsena nuova.
Il 7 febbraio del 1897 crea, insieme con i fratelli,  la società commerciale in nome collettivo per l'esercizio dei Cantieri Navali Orlando, ma per dissensi sorti fra i fratelli nel 1900 Salvatore insieme con i fratelli Paolo e Luigi recedono dalla società facendosi liquidare dal fratello Giuseppe che diventerà l'unico proprietario. Salvatore entra in politica dedicandosi principalmente a questioni marittime e navali.
Dal 1904 al 1919 è eletto alla Camera dei deputati rappresentando Livorno. Nel 1906 è  nominato membro del comitato cittadino per l'ampliamento del porto di Livorno. Nel 1917 è membro della delegazione italiana al Parlamento Interalleato partecipando a Roma ai lavori del parlamento stesso. Nel 1918 è nominato sottosegretario di Stato per i Trasporti. Nel 1920 viene nominato Senatore. Nel 1923 parla alla Fabbrica di Idrovolanti a Marina di Pisa, con i quali si diletta pure D'Annunzio atterrando più volte sul Lago di Massaciuccoli dove, nel 1896, aveva acquistato una villa accanto a quella di Puccini, ancora oggi di proprietà della famiglia .
Massone, è affiliato alla loggia di Livorno "Giordano Bruno", appartenente al Grande Oriente d'Italia.
Salvatore Orlando non fu solo un abile ingegnere e imprenditore ma fu membro, socio onorario o presidente in varie associazioni filantropiche o di mutuo soccorso.  Fu anche membro dell'esclusivissimo Royal Institute of Naval Architects di Londra, istituto in cui non era facile essere ammessi, perdipiù se italiano.